# (11020) Orwell
Pour les articles homonymes, voir Orwell.
(11020) Orwell est un astéroïde de la ceinture principale.

## Description
(11020) Orwell est un astéroïde de la ceinture principale. Il fut découvert par Antonín Mrkos le 31 juillet 1984 à l'observatoire Klet'. Il présente une orbite caractérisée par un demi-grand axe de 3,1046 UA, une excentricité de 0,1484 et une inclinaison de 3,0098° par rapport à l'écliptique.
Il fut nommé en hommage à l'écrivain et journaliste anglais George Orwell, nom de plume d'Eric Arthur Blair.

## Compléments